# Mafalda Favero
Mafalda Favero, nome d'arte di Giuseppina Favero (Portomaggiore, 5 gennaio 1905 – Milano, 3 settembre 1981) è stata un soprano italiano.

## Biografia
All'età di diciassette anni iniziò lo studio del canto con Alessandro Vezzani al Conservatorio di Bologna, attirando l'attenzione di Franco Alfano. Iniziò la carriera nel 1926 a Cremona con lo pseudonimo di Maria Bianchi, interpretando poi diversi ruoli a Parma nei due anni successivi, prima di giungere al Teatro alla Scala, dove debuttò nel 1929 nel ruolo di Eva ne I maestri cantori di Norimberga, con la direzione di Arturo Toscanini.
Divenne una presenza fissa alla Scala fino al 1950, esibendosi inoltre all'Opera di Roma e negli altri principali teatri italiani. Apparve anche all'estero: Royal Opera House di Londra nel 1937 e nel 1939, Stati Uniti (Metropolitan Opera House e San Francisco Opera) nel 1938, Buenos Aires nel 1941.
I ruoli che la resero celebre furono in primis Manon, che le permise di esprimere tutte le doti di cantante-attrice, e poi Mimì, Liù, Butterfly, Adriana. Il vasto repertorio comprendeva anche opere di autori contemporanei: cantò nelle prime rappresentazioni de L'ultimo Lord di Alfano, Pinotta di Mascagni, La farsa amorosa di Zandonai, Il Campiello e La dama boba di Wolf Ferrari.
Particolarmente attratta da Madama Butterfly, attribuì a ciò il motivo del suo ritiro dalle scene nel 1954, affermando: "il ruolo di Cio-Cio-San è stata la mia rovina. Cantarlo come ho fatto, dando tutto ciò che avevo e forse anche di più, esigeva il pagamento di un prezzo enorme. So benissimo che Butterfly ha abbreviato la mia carriera di almeno cinque anni".

Giulietta Simionato aggiunse: "...ha donato una gran parte di se stessa, più di quanto fosse bene per lei, ma il risultato è stato estremamente commovente".
Sposò nel 1942 Giacomo il medico Mario Giacomo Signorelli ed ebbe una figlia. Una scultura di Massimo Gardellini la ricorda a Portomaggiore.

## Repertorio
| Ruolo               | Titolo                          | Autore       |
| ------------------- | ------------------------------- | ------------ |
| Freddie             | L'ultimo Lord                   | Alfano       |
| Micaëla             | Carmen                          | Bizet        |
| Margherita          | Mefistofele                     | Boito        |
| Louise              | Louise                          | Charpentier  |
| Adriana Lecouvreur  | Adriana Lecouvreur              | Cilea        |
| Carolina            | Il matrimonio segreto           | Cimarosa     |
| Adina               | L'elisir d'amore                | Donizetti    |
| Norina              | Don Pasquale                    | Donizetti    |
| Lady Harriet Dunham | Martha                          | Flotow       |
| Margherita          | Faust                           | Gounod       |
| Giulietta Capuleti  | Romeo e Giulietta               | Gounod       |
| Madelon             | Le preziose ridicole            | Lattuada     |
| Nedda               | Pagliacci                       | Leoncavallo  |
| Zazà                | Zazà                            | Leoncavallo  |
| Lola                | Cavalleria rusticana            | Mascagni     |
| Suzel               | L'amico Fritz                   | Mascagni     |
| Iris                | Iris                            | Mascagni     |
| Colombina           | Le maschere                     | Mascagni     |
| Lodoletta           | Lodoletta                       | Mascagni     |
| Pinotta             | Pinotta                         | Mascagni     |
| Manon Lescaut       | Manon                           | Massenet     |
| Thaïs               | Thaïs                           | Massenet     |
| Susanna             | Le nozze di Figaro              | Mozart       |
| Zerlina             | Don Giovanni                    | Mozart       |
| Giulietta           | I racconti di Hoffmann          | Offenbach    |
| Manon Lescaut       | Manon Lescaut                   | Puccini      |
| Mimì                | La bohème                       | Puccini      |
| Cio-Cio-San         | Madama Butterfly                | Puccini      |
| Magda de Civry      | La rondine                      | Puccini      |
| Lauretta            | Gianni Schicchi                 | Puccini      |
| Liù                 | Turandot                        | Puccini      |
| Saamchedine         | Mârouf, ciabattino del Cairo    | Rabaud       |
| Violetta Valéry     | La traviata                     | Verdi        |
| Nannetta            | Falstaff                        | Verdi        |
| Elsa di Brabante    | Lohengrin                       | Wagner       |
| Eva                 | I maestri cantori di Norimberga | Wagner       |
| Felice              | I quatro rusteghi               | Wolf-Ferrari |
| Finea               | La dama boba                    | Wolf-Ferrari |
| Gasparina           | Il campiello                    | Wolf-Ferrari |
| Gabriella           | La via della finestra           | Zandonai     |
| Lucia               | La farsa amorosa                | Zandonai     |

## Discografia
- Mefistofele (Margherita), con Nazzareno De Angelis, Antonio Melandri, Giannina Arangi Lombardi, dir. Lorenzo Molajoli - Columbia 1931
- Turandot (Liù; selez.), dal vivo Londra 1937, con Eva Turner, Giovanni Martinelli, dir. John Barbirolli - Classical Moments
- Manon (selez., in ital.), dal vivo La Scala 1947, con Giuseppe Di Stefano, Mario Borriello, dir. Antonio Guarnieri - Cetra/Myto
- Adriana Lecouvreur, con Nicola Filacuridi, Elena Nicolai, Luigi Borgonovo, dir. Federico Del Cupolo - Colosseum/RCA 1949

L'etichetta Preiser ha inoltre pubblicato un recital in CD nella collana "Lebendige Vergangenheit" (Mono 89.162); la raccolta comprende la famosa registrazione del "duetto delle ciliegie" da L'amico Fritz, inciso nel 1937 con Tito Schipa.

## Filmografia
- Ritorno, regia di Géza von Bolváry (1940)